# چترنگ

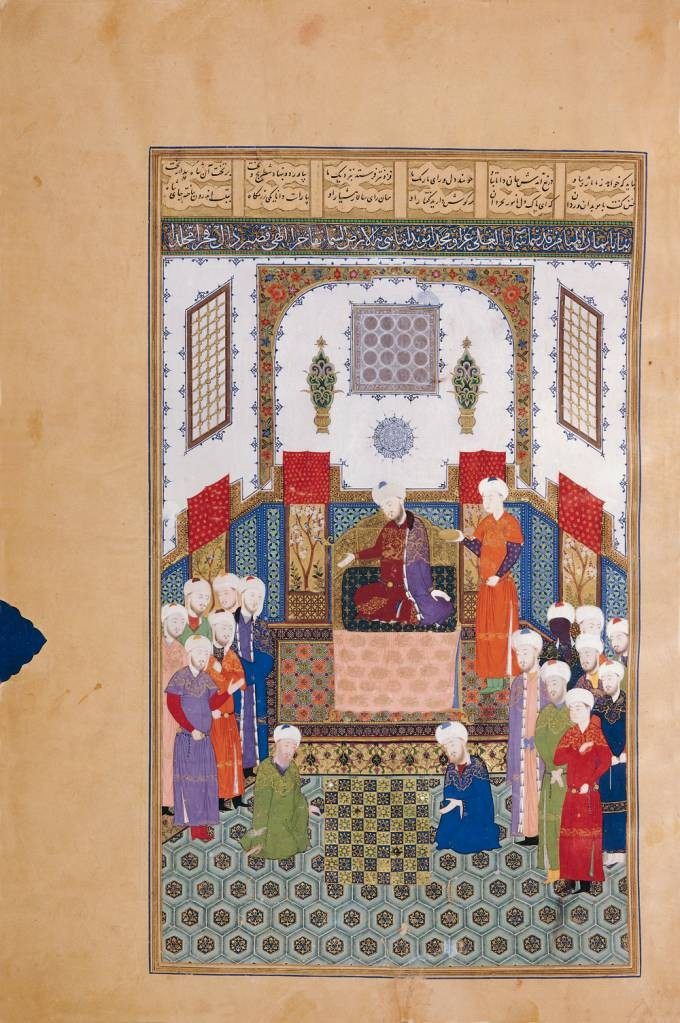
بازی شطرنج در اثر مینیاتور ایران در شاهنامه بایسنقری

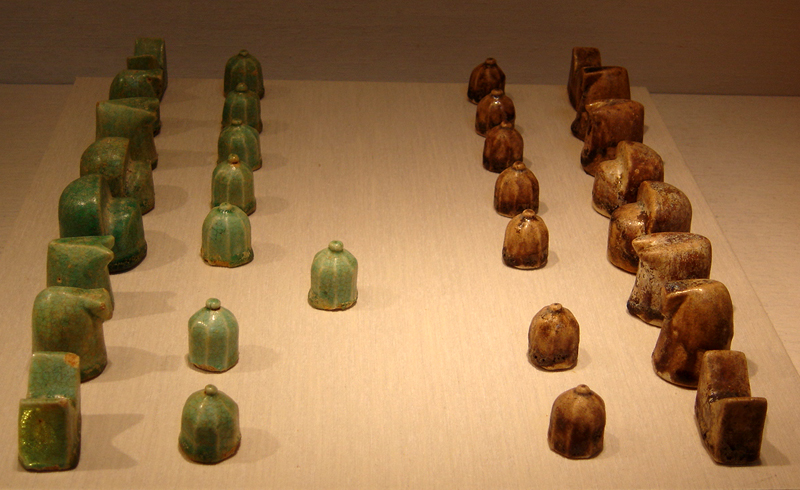
شطرنج نیشابوری یک مجموعه شطرنج ایرانی مربوط به قرن ۱۲ میلادی در موزه متروپولیتن نیویورک

شطرنج اصیل ایرانی، از شطرنج مدرن قدیمی تر است. این بازی در حدود ۱۰۰۰ سال پیش، از هند وارد ایران شده‌است و در میان ایرانیان و مردم خاورمیانه محبوب شناخته شده‌است. شطرنج امروزی، ارتقا یافته این شطرنج است.

## منشأ نام شطرنج
واژه شطرنج از واژه چاتورانگا (در زبان سانسکریت) ناشی می‌شود که در اینجا چتو به معنای چهار و رانگا به معنای بازو است. این اصطلاح در زبان پارسی میانه، به صورت چترنگ پدیدار شده‌است. این واژه پس از وارد شدن به زبان عربی، به زبان اسپانیایی ترجمه شده و شطرنج با نام اَخِدرِز وارد اسپانیا شد و سرانجام این بازی با نام چِس (chess)، وارد کشورهای انگلیسی زبان شد.

## نگارخانه

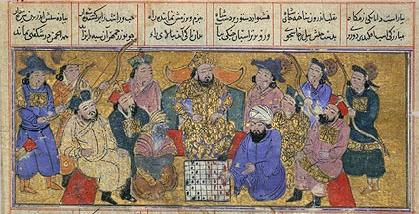
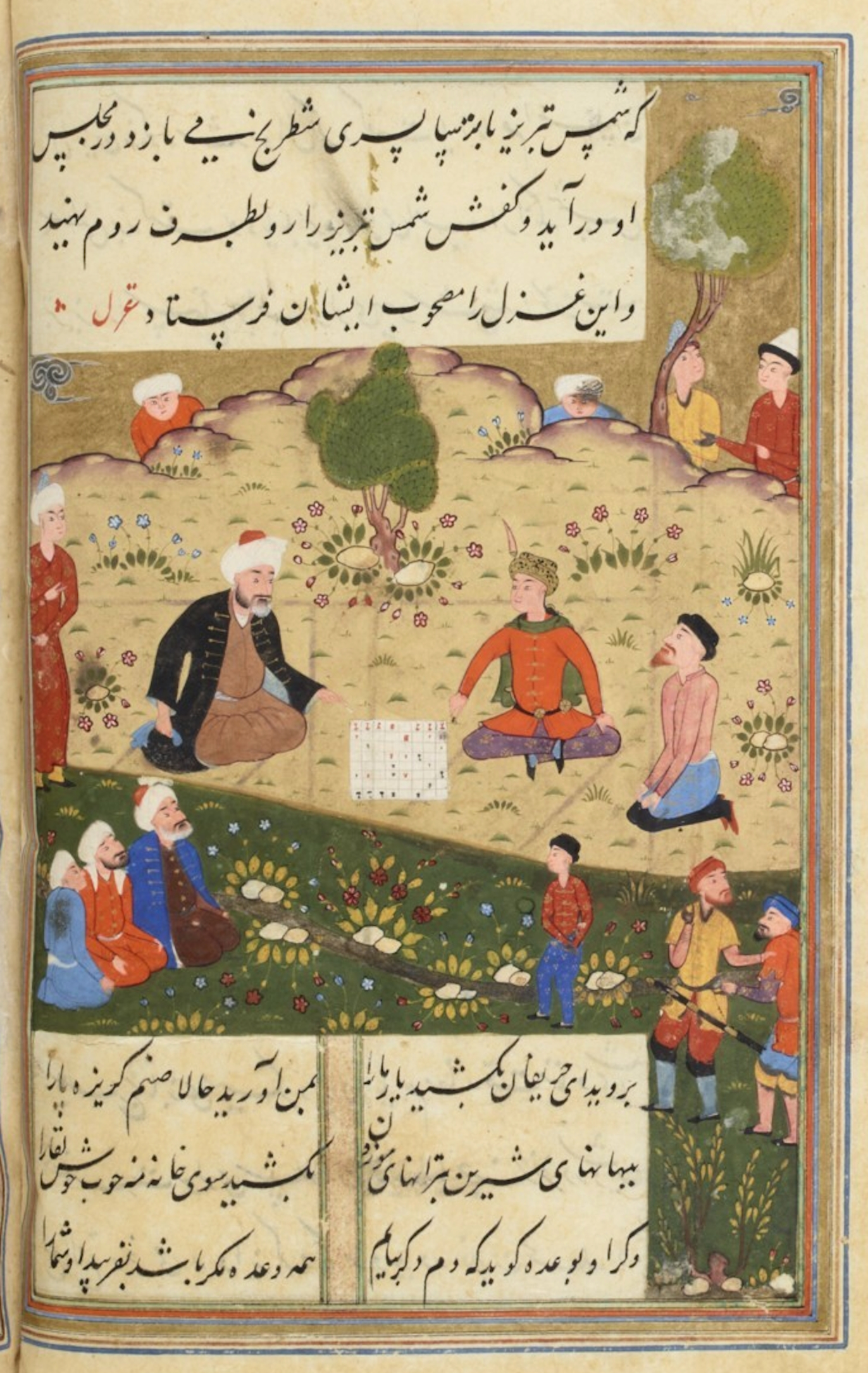